# Czechel
Czechel – wieś w Polsce położona w województwie wielkopolskim, w powiecie pleszewskim, w gminie Gołuchów.

## Położenie
Wieś od wieków historycznie i geograficznie związana z Wielkopolską. W czasach Rzeczypospolitej Obojga Narodów Czechel należał do prowincji wielkopolskiej, województwa kaliskiego. Po utracie niepodległości Czechel przypadł Prusom i stał się wsią graniczną między Prusami a Rosją. Po odzyskaniu niepodległości wieś należała do województwa poznańskiego, powiatu pleszewskiego a po jego likwidacji w 1932 r. do powiatu jarocińskiego. Po II wojnie światowej Czechel znów należał do województwa poznańskiego, powiatu pleszewskiego, gminy Gołuchów, gromady Kucharki. W latach 1975–1998 miejscowość administracyjnie należała do województwa kaliskiego.
- Wieś położona w dolinie rzek: Trzemna i Potok Boruciński (Sobkowina).
- Przynależy do parafii Kucharki, dekanatu gołuchowskiego, diecezji kaliskiej.
- Sąsiednie wsie: z gminy Gołuchów: Borczysko, Karsy, Kucharki, z powiatu ostrowskiego, gminy Nowe Skalmierzyce: Kotowiecko, Pawłówek i z gminy Ostrów Wlkp.: Sobótka.

## Zabytki
We wsi znajduje się eklektyczny dwór – willa z początku XX w. otoczony parkiem ze stawem, utrzymany w stylu renesansu północnego z pewnymi elementami secesyjnymi, o skomplikowanej bryle – wykusze, sterczyny, balkony, dekoracyjne szczyty, kule, iglice, strome dachy, częścią piętrowy, częścią parterowy-wykazuje biegłość rzemieślniczą architekta i budowniczego bez większego polotu artystycznego. Od lat powojennych do 2000 roku siedziba szkoły podstawowej.

## Historia
Czechel występuje w źródłach co najmniej od 1390 roku. W XVI wieku mieli tu swoje działy Czechelscy, Droszewscy, Wysoccy, w XVII – Wysoccy i Gzymisławscy, w XVIII – Grzymisławscy i Biernaccy, a także Kożuchowscy. W 1789 roku właścicielem całości dóbr był Józef Trąmpczyński, w połowie XIX wieku Węgierscy, w 1881 roku Augusta Hubert z Cegielskich. Później majątek przeszedł w ręce niemieckich rodzin Loose, a od 1905 roku aż do II wojny światowej – Hoffmannów. W roku 1939 właścicielem Czechla był Niemiec Erich Hoffmann. Majątek w 1926 roku liczył 280 hektarów.
W czasie zaborów wieś graniczna między Prusami a Rosją należąca do Prus. Od 1906 r. oraz w czasie okupacji niemieckiej wieś nosiła niemiecką nazwę: Hoffnungstall.

## Demografia
Ludność:
- 1885 – 248
- 1910 – 325
- 2005 – 277

Obecnie
| Opis      | Ogółem | Ogółem | Kobiety | Kobiety | Mężczyźni | Mężczyźni |
| --------- | ------ | ------ | ------- | ------- | --------- | --------- |
| jednostka | osób   | %      | osób    | %       | osób      | %         |
| populacja | 277    | 100    | 136     | 49,1    | 141       | 50,9      |